# Катузян, Нассер
Нассер Катузян (перс. ناصر کاتوزیان‎, англ. Nasser Katouzian; 1927, Тегеран, Иран — 2 сентября 2014, Иран) — иранский юрист, адвокат, почётный профессор Тегеранского университета, которого называют отцом иранского права.
Он считался видной национальной фигурой и был членом комитета, ответственного за написание проекта Конституции Исламской Республики Иран.

## Биография
Родился с именем Хомаюн Катузян в 1927 году в Тегеране.
Катузян получил диплом средней школы Elmiyeh и поступил в Тегеранский университет на юридический факультет в качестве своей основной специальности.
В 1960 году он защитил докторскую диссертацию. Был одним из выдающихся учеников Махмуда Шахаби Хорасани, выдающегося учёного в области права.
Катузян был среди разработчиков Конституции Исламской Республики Иран. После Культурной революции начала 1980-х годов он был отстранён от должности профессора в Тегеранском университете. Позже его снова пригласили занять эту должность.
Его вклад в юридическую науку включает 45 книг, большинство из которых изучаются в рамках университетской программы по специальности «Право».